# Fragnes
Fragnes era una comuna francesa situada en el departamento de Saona y Loira, de la región de Borgoña-Franco Condado, que el 1 de enero de 2016 fue suprimida al fusionarse con la comuna de La Loyère, formando la comuna nueva de Fragnes-La Loyère.

## Demografía
| Gráfica de evolución demográfica de Fragnes entre 1800 y 2013 |
|                                                               |

Los datos demográficos contemplados en este gráfico de la comuna de Fragnes se han cogido de 1800 a 1999 de la página francesa EHESS/Cassini, y los demás datos de la página del INSEE.